# Aleksandr Lukič Ptuško
Aleksandr Lukič Ptuško (in russo Александр Лукич Птушко?; Lugansk, 19 aprile 1900 – Mosca, 6 marzo 1973) è stato un regista, animatore e sceneggiatore sovietico.
È stato insignito del Premio Stalin di secondo grado nel 1947 e del titolo di Artista del Popolo dell'Unione Sovietica nel 1969.

## Filmografia parziale

### Regista
- Il nuovo Gulliver (1935)
- La chiavetta d'oro (1939)
- Il fiore di pietra (1946)
- Sadko (1952)
- Il conquistatore dei Mongoli (1956)
- Sampo (1958)
- Alye parusa (1961)
- Skazka o poterjannom vremeni (1964)
- La fiaba dello zar Saltan (1966)
- Il castello incantato (1972)

### Sceneggiatore
- Il nuovo Gulliver (1935)
- La fiaba dello zar Saltan (1966)
- Vij (1967)
- Il castello incantato (1972)